# Любавичи (Руднянский район)
 Люба́вичи — деревня в Смоленской области России, в Руднянском районе. Расположена в западной части области в 15 км к юго-западу от районного центра, у реки Березина (верхнего притока Днепра). Население — 460 жителей (2007 год). Центр Любавичского сельского поселения.
До геноцида еврейского населения в 1941 году значительную часть населения составляли евреи. В прошлом еврейское местечко. С XVII века религиозный центр Хабад-Любавич, одного из направлений хасидизма.

## История
В 1642 году в составе Оршанского повета Великого княжества Литовского. Упоминается в письме царя Алексея Михайловича к семье от 30 апреля 1655 года. Впоследствии принадлежало князьям Любомирским и в 1772 после первого раздела Речи Посполитой перешло к России.

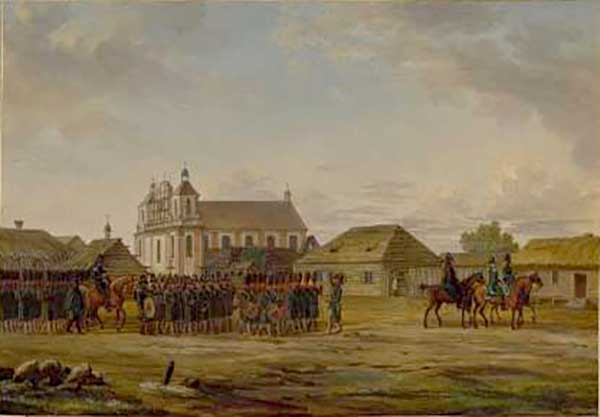
Любавичи, площадь Рынок. Церковь Пресвятой Богородицы, Альбрехт Адам, 1812

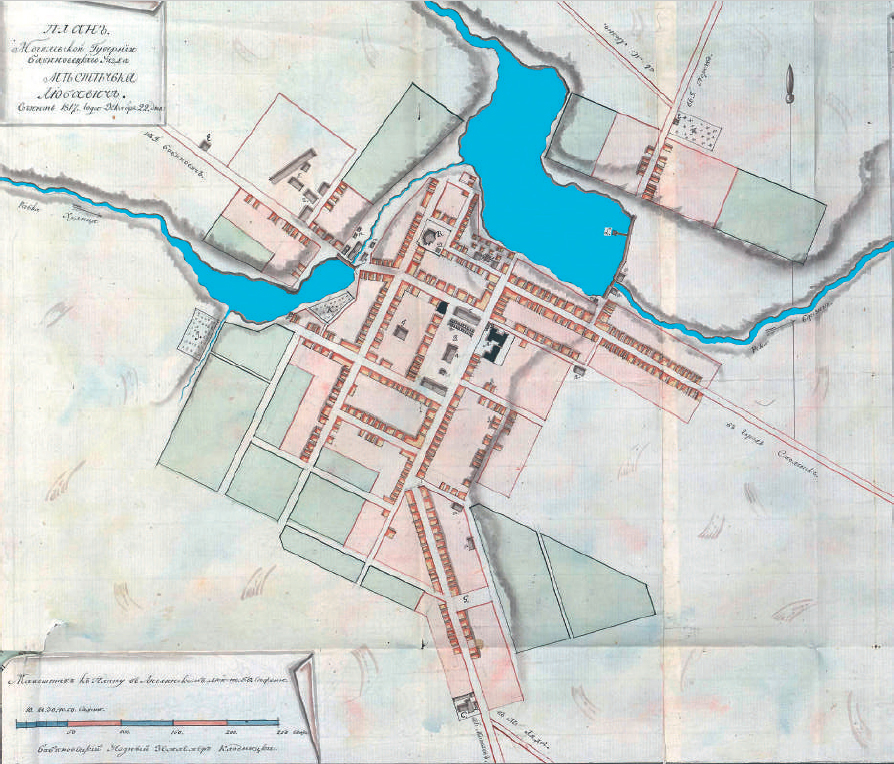
План местечка Любавич, 1817

С 1784 года — местечко Бабиновичского, с 1857 — Оршанского уезда Могилёвской губернии. В 1812 году в местечке с 17/29 июля до 29 июля/7 августа стоял корпус маршала наполеоновской армии Эммануэля Груши. В 1857 году — 2500 жителей. В 1860 году — 1516 жителей, кожевенный завод. В XIX — начале XX века в селе была крупнейшая в Могилёвской губернии ярмарка с оборотом более 1,5 млн рублей.
30 июня 1919 года Любавичская волость была включена в Смоленский уезд.
В конце 1980-х годов московская община хасидов Хабада приобрела в Любавичах дом, предназначенный для нужд паломников. В 2001 годах в Любавичах был открыт музей истории хасидизма. 16 июля 2002 года на месте расстрела был установлен памятный знак. Изготовлен Смоленской еврейской общиной на средства российского Фонда «Холокост». До этого на месте расстрела был небольшой памятник с пятиконечной звездой вверху (без текста).

## Холокост

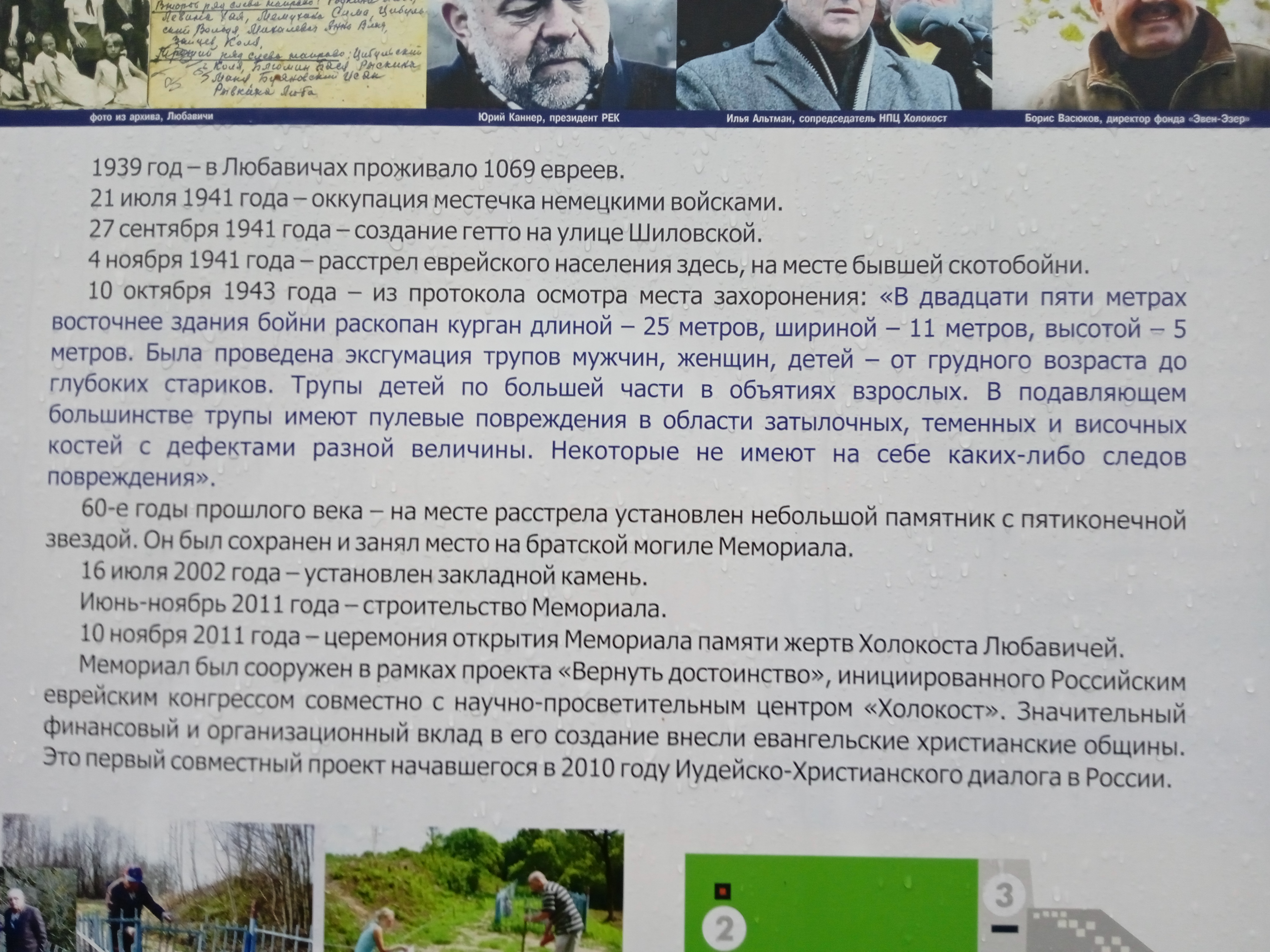
Информационный стенд мемориала жертвам Холокоста с историей Холокоста в Любавичах

По переписи 1939 года, в Любавичах проживало 1069 евреев. Местечко было оккупировано частями вермахта 21 июля 1941 года. Части евреев удалось эвакуироваться вглубь Советского Союза перед оккупацией.
Нацисты называли Любавичи «святым городом Иеговы, раввинов и ритуальных убийств».
27 сентября 1941 года в Любавичах на улице Шиловской было создано еврейское гетто, которое состояло из 19 небольших домов, в каждом из которых находилось около 25 человек. Евреев Любавичей заставляли ремонтировать дороги и мосты. Старые религиозные евреи подвергались изощрённым пыткам. Им выдергивали щипцами волосы из бороды, ежедневно устраивали публичную порку, заставляли танцевать на свитках Торы. Часто эти издевательства заканчивались расстрелами.
4 ноября 1941 года всё еврейское население Любавичей — 483 человека — было расстреляно немецкими войсками на месте бывшей скотобойни. В постсоветское время на этом месте был создан Мемориал жертвам Холокоста в Любавичах.
Уничтожено:
- Сентябрь 1941 год — по немецким данным убито 17 евреев.
- 4 ноября 1941 год — 500 евреев в 400 м от домика-музея Любавичского ребе, на месте бывшей скотобойни.
- До 19 декабря 1941 год — 483 еврея (ЧГК) (по немецким данным 492 еврея).

Из протокола осмотра места захоронения любавичских евреев от 10 октября 1943 года, проведенного майором юстиции Гинзбургом в присутствии жителей местечка Любавичи: «В двадцати пяти метрах восточнее здания бойни раскопан курган длинной 25 метров, шириной — 11 метров, и высотой — 5 метров. Была проведена эксгумация. Трупы мужчин, женщин и детей от грудного возраста до глубоких стариков. Трупы детей по большей части в объятиях взрослых. В подавляющем большинстве трупы имеют пулевые повреждения в области затылочных, теменных и височных костей с дефектами разной величины. Часть трупов имеют обширные разрушения черепа от ударов тупыми предметами. Некоторые не имеют на себе каких-либо следов повреждения».
В 1960-е годы на месте расстрела евреев был установлен небольшой памятник с пятиконечной звездой, сохранённый впоследствии на братской могиле Мемориала.
10 ноября 2011 года был открыт мемориал 483 евреям, казнённым нацистами в 1941 в деревне. Мемориал был создан в рамках проекта «Вернуть достоинство», который инициирован Российским еврейским конгрессом совместно с научно-просветительским центром «Холокост» с большой долей финансовой и организационной помощи общин евангельских христиан России. Мемориал стал первым совместным проектом начавшегося в 2010 году Иудейско-Христианского диалога в России.
27 сентября 2012 году в составе мемориала была открыта первая в России Аллея праведникам народов мира, спасавшим евреев во время Холокоста — 13 лип в честь жителей Смоленской области, включённых в список праведников. При участии российских христиан была создана берёзовая «Роща Любви».

## Религиозный центр Хабад-Любавич

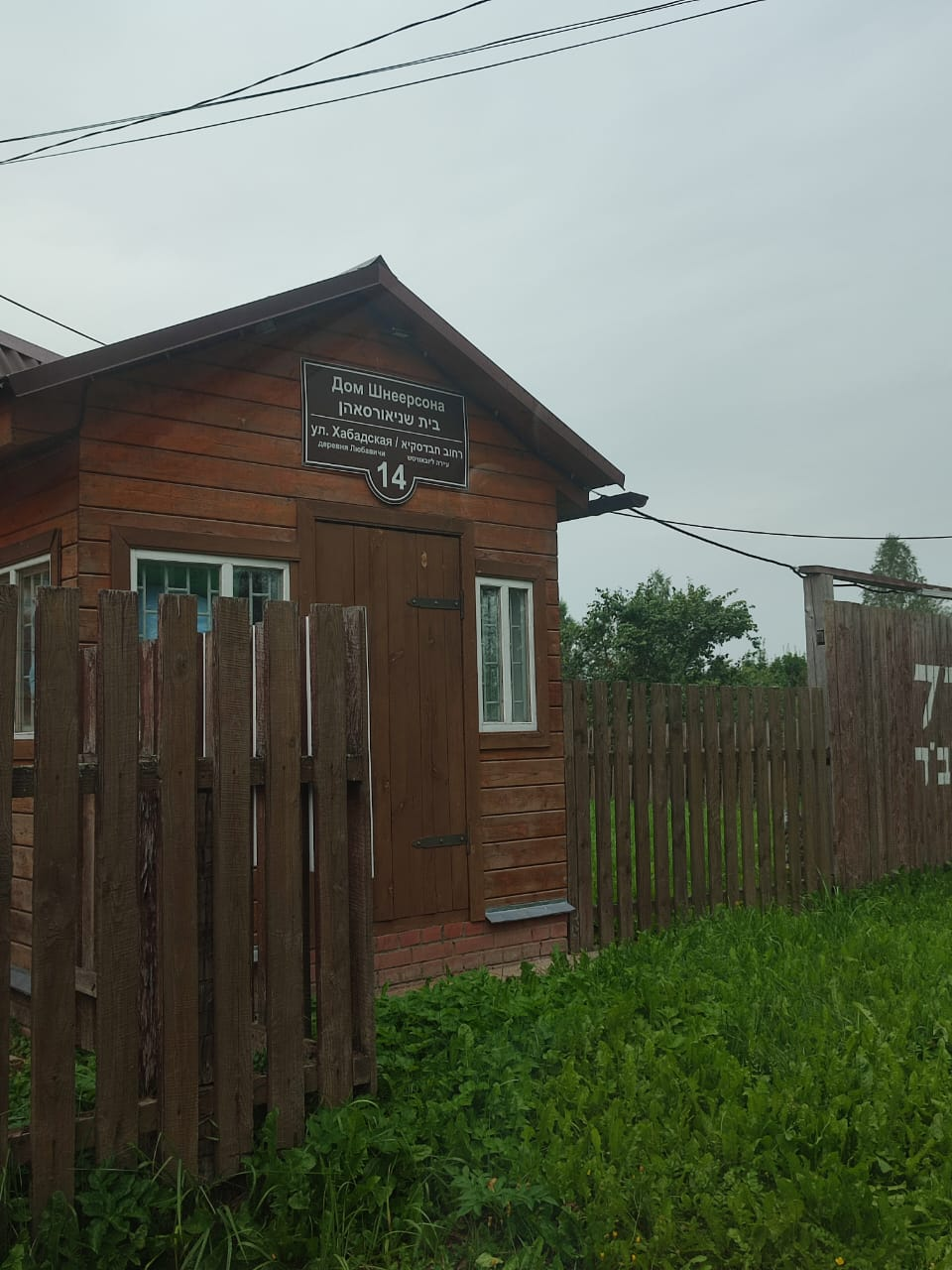
Дом Шнеерсона, улица Хабадская, Любавичи

С XVII века местечко — крупный религиозный центр. Здесь обосновались лидеры хасидского течения в иудаизме — Хабад (Хабад-Любавич, Любавичский хасидизм). Движение основал рабби Шнеур Залман из Ляд, живший в то время в Лиозно. Его сын и преемник, рабби Дов Бер, переехал в Любавичи. Движение было названо именно любавичским. Сам рабби Шнеур Залман в молодости учился в Любавичах. Рабби Йосеф Ицхак Шнеерсон, шестой ребе из Любавичей, описывает в своих мемуарах историю местечка, развития в нём еврейской общины, связи её с хасидизмом и «скрытых цадиках», живших там.
Раввинами Любавичей была собрана масштабная библиотека (Библиотека Шнеерсона), часть которой в годы Первой мировой войны была переправлена в Москву, в Румянцевский музей (сейчас Российская государственная библиотека). Большая часть книг, однако, находится в нынешнем центре любавического хасидизма, в Нью-Йорке.
В Любавичах находятся могилы цадиков из династии Шнеерсонов. Могила Менахема Мендла бен Шолома Шахны (Цемах Цедек) является местом паломничества. Улица, на которой расположен дом-музей Шнеерсона и рядом с которой находятся старое еврейское кладбище, новая синагога и охель (мавзолей цадиков), получила название Хабадской.

## Достопримечательности
Утраченные достопримечательности — синагога
Действующие
- Церковь Успения Пресвятой Богородицы, XVIII века, построенная в стиле виленского барокко (изначально костёл)
- Двор любавичских ребе
- Дом-музей Шнеерсона
- Еврейское кладбище, новая синагога и охель (мавзолей цадиков)

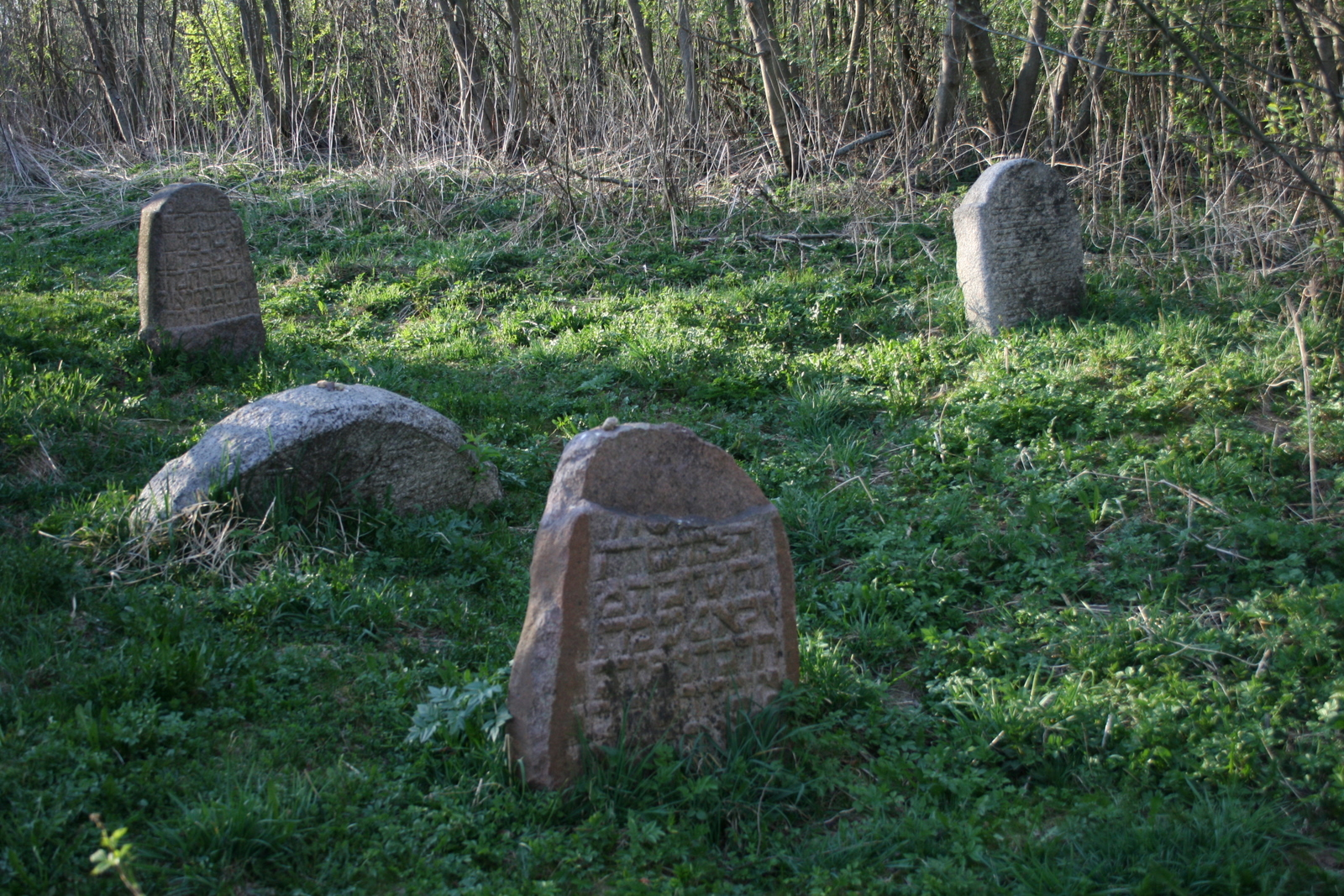
Надгорбия на старом еврейском кладбище
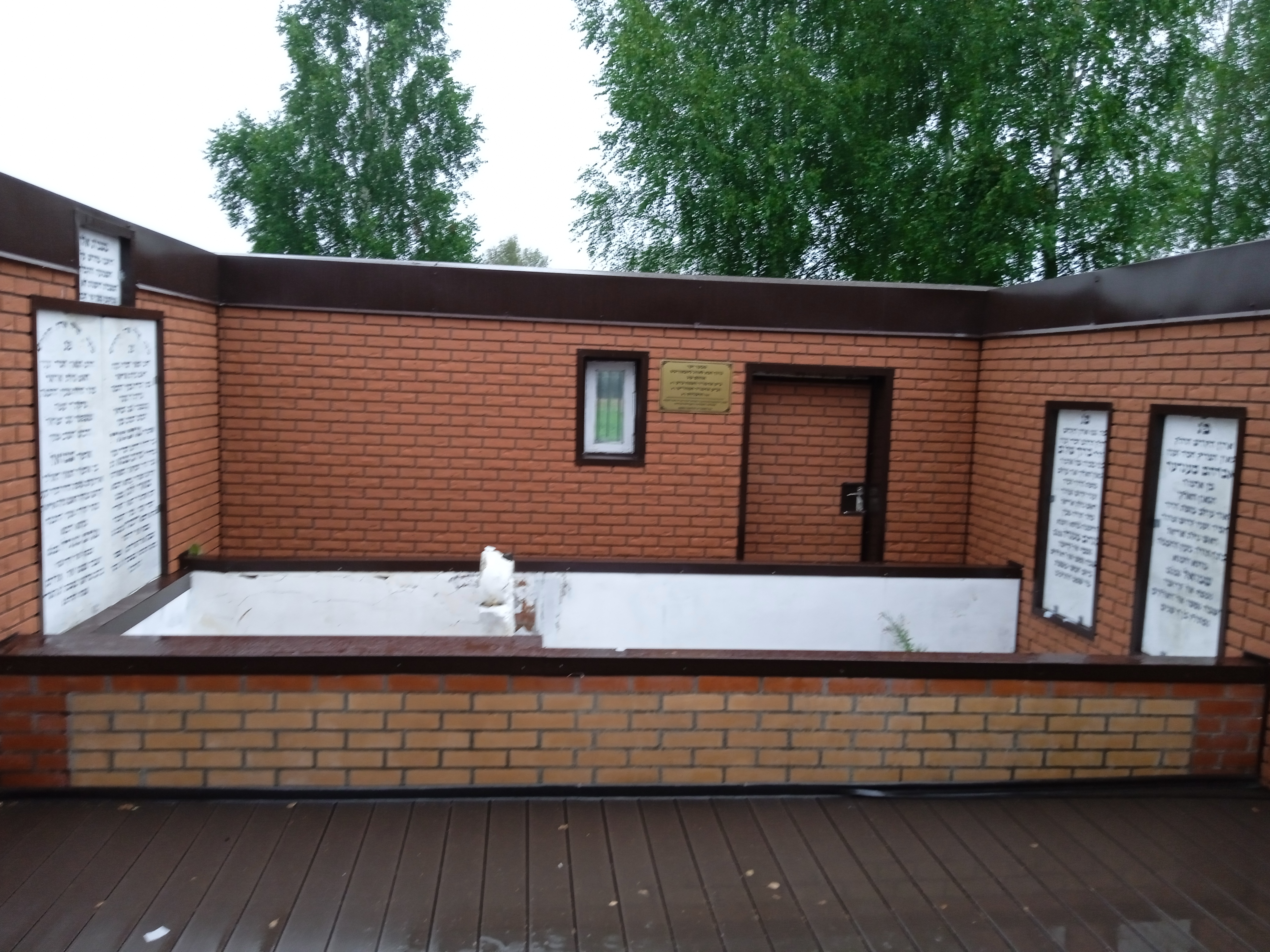
Охель

- Мемориал жертвам Холокоста в Любавичах

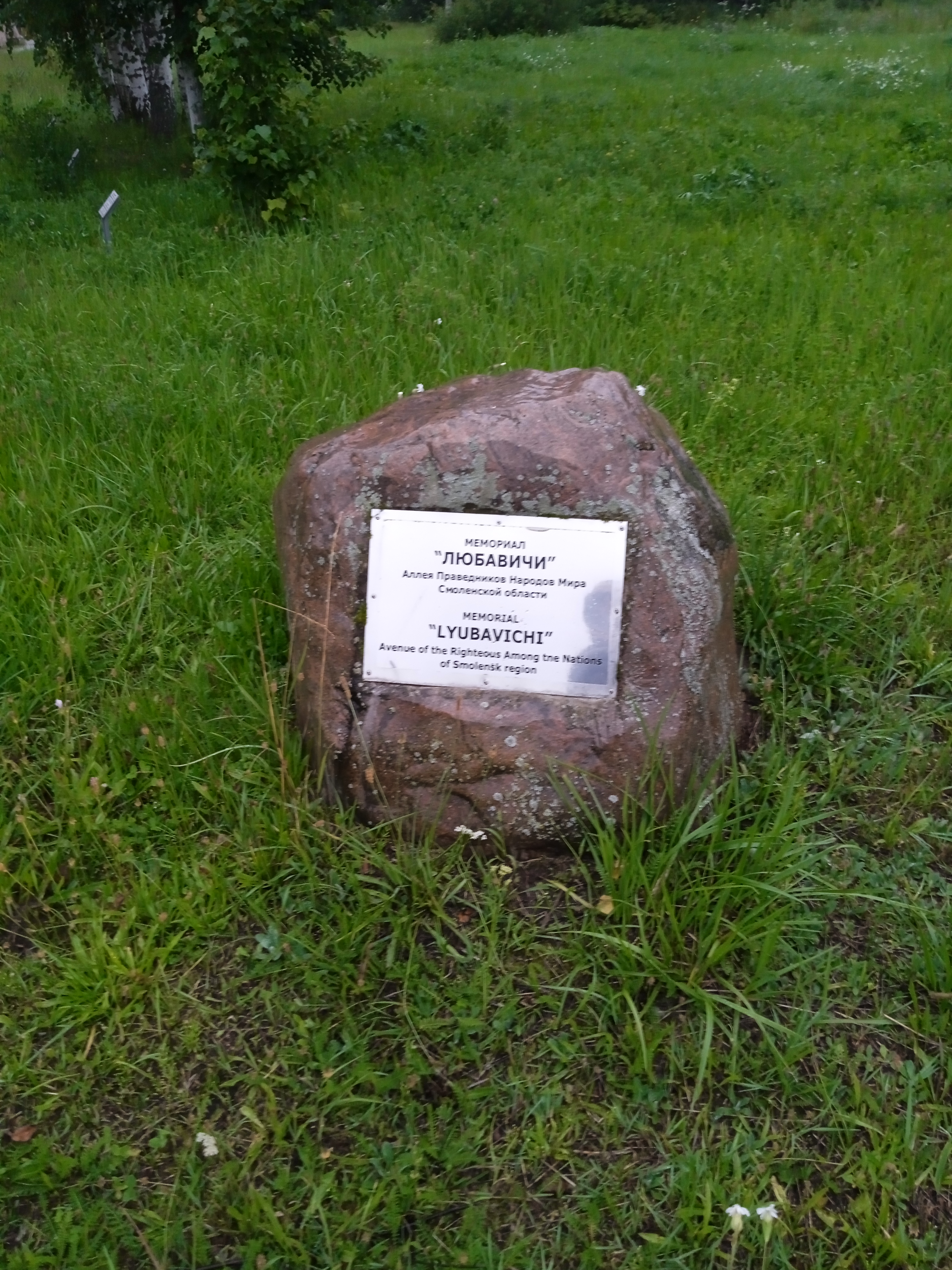
Аллея Праведников народов мира Смоленской области
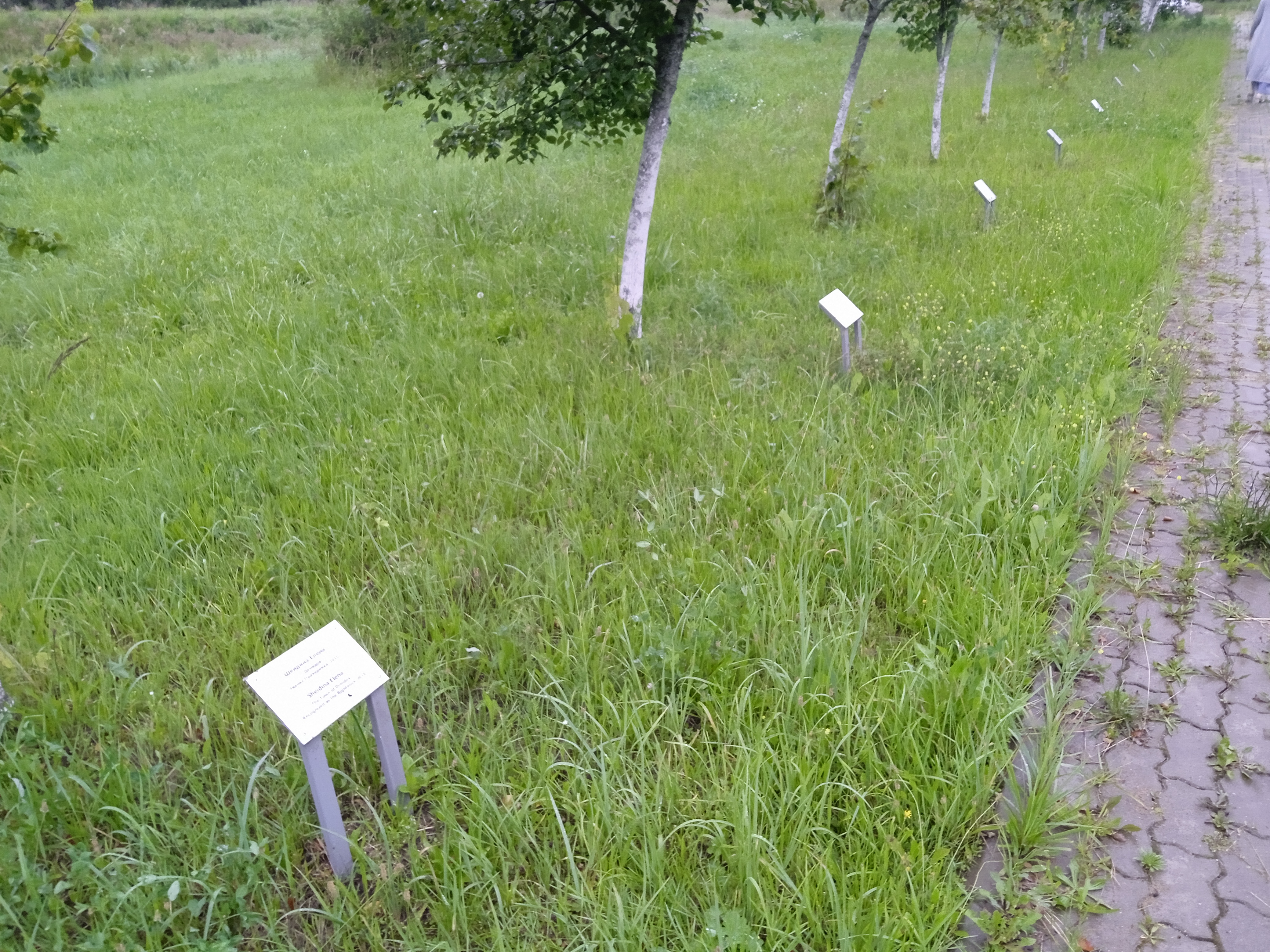
Аллея Праведников народов мира Смоленской области
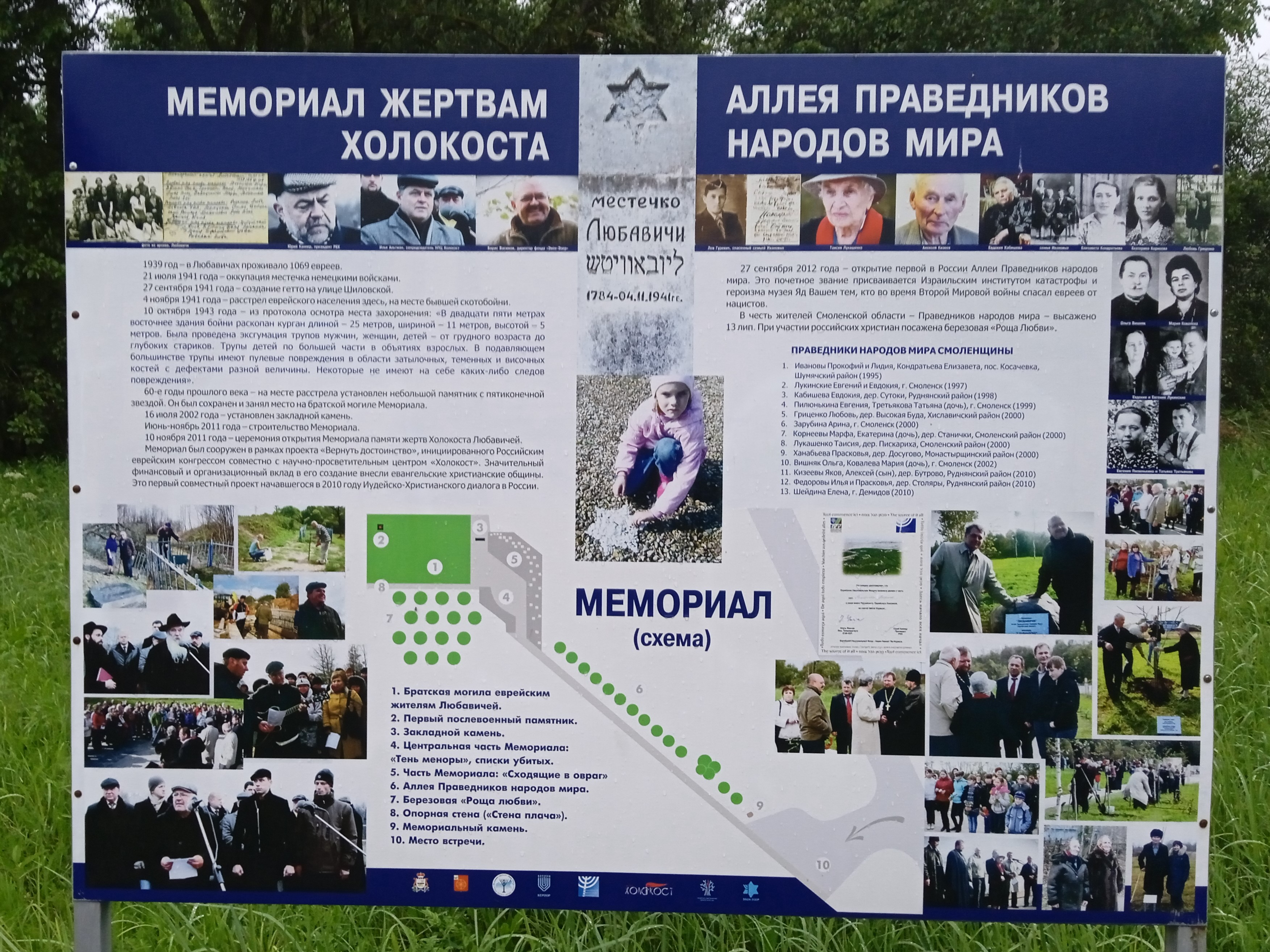
Мемориал жертвам Холокоста, информационный стенд
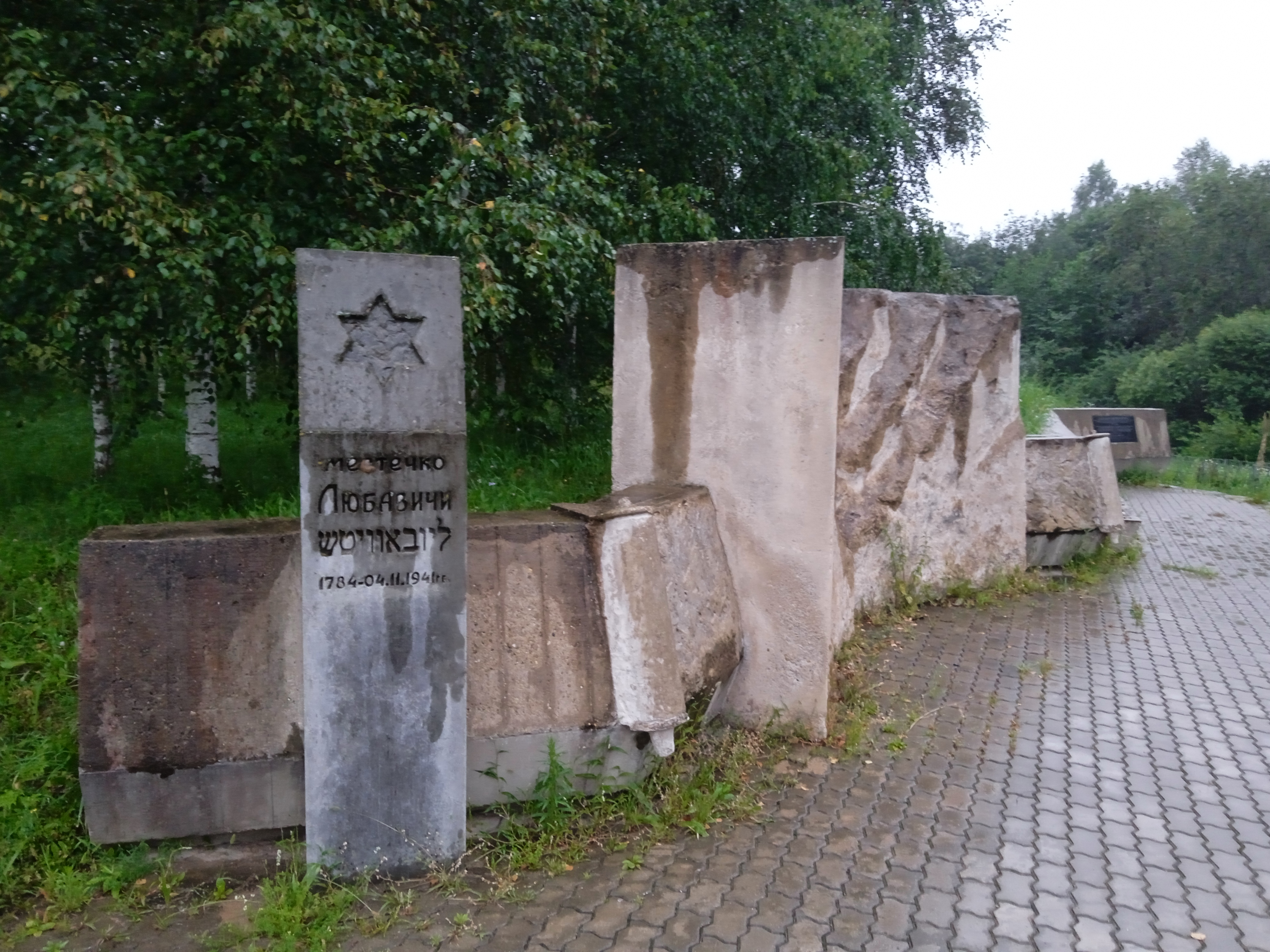
Мемориал жертвам Холокоста
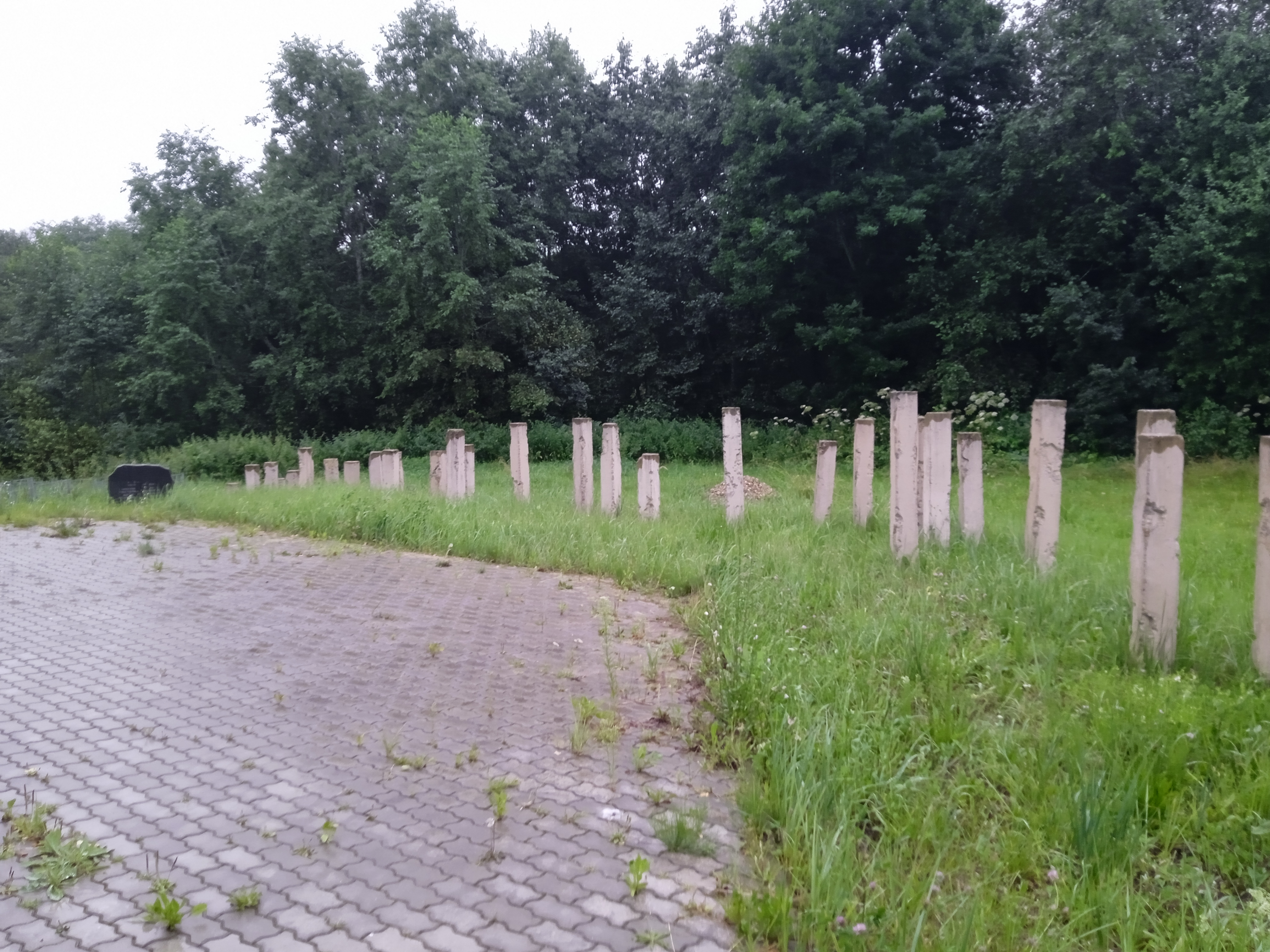
Мемориал жертвам Холокоста